# Josip Čorić
Josip Čorić (Žeževica, 31. ožujka 1941. − ?, 4. srpnja 2015.) hrvatski rimokatolički svećenik Splitsko-makarske nadbiskupije, sveučilišni profesor i publicist.
Umro je 4. srpnja 2015., a pogrebni obredi obavljeni su u ponedjeljak 6. srpnja u njegovoj rodnoj župi sv. Jurja u Žeževici. Sprovodnu misu predvodio je mons. dr. Marin Barišić nadbiskup i metropolit splitsko-makarski u zajedništvu s mons. Matom Uzinicem dubrovačkim biskupom i više svećenika.

## Životopis
Rođen je kao treći od pet sinova Milana i Mare rođ. Krivić u Žeževici kraj Šestanovca.

## Formacija i obrazovanje

### Sakramenti kršćanske inicijacije
Krstio ga je župnik Žeževice Gornje don Slavko Kadić u župnoj crkvi sv. Jurja na Orju 27. travnja 1941. U istoj crkvi isti svećenik podjeljuje mu prvu sv. pričest 23. travnja 1948. Svetu potvrdu podijelio mu je tadašnji splitski biskup dr. Kvirin Klement Bonefačić 16. svibnja 1948.

### Osnovno i srednjoškolsko obrazovanje
Prva četiri razreda osnovne škole završava u četverogodišnjoj školi Žeževica - Orje. Peti razred (tada prvi gimnazije) završava u sjemenišnoj gimnaziji Split; 6. i 8. razred pohađa u novoj školi Varoš - Split. U splitskom sjemeništu završava I. godinu gimnazijskog školovanja, kada je prisiljen napustiti Split zbog sramotne presude ondašnjih sudskih vlasti koje su, na montiranom procesu, zatvorile i bogosloviju i sjemenište. Srednjoškolsko obrazovanje završava ispitom zrelosti u lipnju 1959. godine. 

### Visoko obrazovanje
Odmah po završetku srednje škole upisuje se na Katolički bogoslovni fakultet u Zagrebu, na kome diplomira 16. lipnja 1967. godine.

### Vojni rok
Budući SFRJ nije dozvoljavala civilno služenje vojnog roka, koji je bio obavezan, studiranje mu je bilo prekinuto od 1962. do 1964. dvogodišnjim služenjem vojne obveze u Kičevu u Makedoniji. Vojni rok inače je trajao godinu dana, osim za osobe koje iz vjerskih razloga odbiju držati oružje, koje su vojni rok služile 24 mjeseca.

### Ređenje
Subđakonat prima na blagdan svetog Josipa 1966. u zagrebačkoj prvostolnici po rukama pomoćnog zagrebačkog biskupa dr. Josipa Lacha, a đakonat tjedan dana kasnije, 26. ožujka 1966. po rukama zagrebačkog metropolita dra Franje Šepera. Svećeničko mu ređenje podjeluje splitsko-makarski biskup dr. Frane Franić 29. lipnja 1966. u crkvi Gospe od zdravlja u Splitu. Mladu misu služi 17. srpnja 1966. u Žeževici na brežuljku Orje, uz župnu crkvu sv. Jurja.  

### Poslijediplomski studiji
Nakon desetogodišnjeg župnikovanja u rujnu 1977. splitsko-makarski nadbiskup msgr. Frane Franić šalje ga na poslijediplomski studij lateranskog sveučilišta u Rimu, gdje je magistrirao 1979. god. Doktorirao je 1983. obranivši disertaciju pod naslovom "L' Apostolato laicale in Croazia dal 1945 al 1971". Izvadak iz doktorske radnje je objavio iste godine. Na lateranskom sveučilištu pohađa dva semestra na novootvorenom institutu "Pontificium Institutum Joannes Paulus II - De Matrimonio et Familia" - položivši odgovarajuće ispite. 

## Službe
Od 1966. do 1969. obnašao je službu upravitelja župe Medov dolac - Dobrinče, a zatim od 1969. do 1977. službu upravitelja novoosnovane župe Kraljice mira u Makarskoj i ekskursora Makra i Kotišine. Tijekom poslijediplomskog studija i poslije njega često gostuje pomažući u pastoralu hrvatskoj dijaspori diljem svijeta osluškujući njihove tjeskobe. 

## Djela
- "L' Apostolato laicale in Croazia dal 1945 al 1971", Rim, 1983.[2]
- "Ne iskoračuj!", Split, 1997.
- "La formazione religiosa degli sportivi professionisti", 2003.[3]
- "Crveni je crveni", Split, 2003.
- "Medijska eutanazija Crkve u Hrvata", Split, 2004.

## Aktivnosti
Pored objavljenih djela don Josip Čorić u javnosti se istakao i svojim otvorenim pismima koje je uputio nekim državnim dužnosnicima, u kojima je istakao mnoge probleme i nepravde koji proizlaze iz njihova rada i propusta.

## Priznanja
Vijećnici Skupštine Splitsko-dalmatinske županije na sjednici 7. travnja 2008. jednoglasno su prihvatili prijedlog Odbora za javna priznanja prema kojem mu je dodijeljena Nagrada za životno djelo.

## Referencije i izvori
1. ↑  Čl. 22., st. 2. Zakona o izmjenama i dopunama Zakona o vojnoj obavezi, Službeni list SFRJ, br. 26/89. od 21. travnja 1989.
2. ↑  Izvadak iz doktorske disertacije na poslijediplomskom studiju lateranskog sveučilišta u Rimu
3. ↑  Studija objavljena u talijanskom mjesečniku 'Orientamenti pastorali' br. 11/2003. str. 23.-32.
4. ↑  Slobodna Dalmacija: PISMO SPLITSKOG SVEĆENIKA PREDSJEDNIKU JOSIPOVIĆU 'Jednoj curi sam iskidao ustašku kapu u Čavoglavama'
5. ↑  Otvoreno pismo don Josipa Čorića "mladom saborskom zastupniku, dru socijalističke sociologije don Ivanu Grubišiću
6. ↑  Otvoreno pismo don Josipa Čorića Željku Jovanoviću – ministru znanosti, obrazovanja i športa. Inačica izvorne stranice arhivirana 22. kolovoza 2012. Pristupljeno 16. rujna 2012. journal zahtijeva |journal= (pomoć)
7. ↑  Otvoreno pismo don Josipa Čorića ministru branitelja Predragu Matiću - Fredu[neaktivna poveznica]
8. ↑  Otvoreno pismo don Josipa Čorića Ivi Josipoviću - predsjedniku Hrvatske. Inačica izvorne stranice arhivirana 9. studenoga 2011. Pristupljeno 16. rujna 2012. journal zahtijeva |journal= (pomoć)
9. ↑  Don Josipu Čoriću nagrada za životno djelo. Inačica izvorne stranice arhivirana 6. ožujka 2016. Pristupljeno 16. rujna 2012. journal zahtijeva |journal= (pomoć)

## Poveznice
- Otvoreno pismo don Josipa Čorića "mladom saborskom zastupniku, dru socijalističke sociologije don Ivanu Grubišiću"
- Otvoreno pismo  Arhivirana inačica izvorne stranice od 22. kolovoza 2012. (Wayback Machine) don Josipa Čorića Željku Jovanoviću – ministru znanosti, obrazovanja i športa
- Otvoreno pismo[neaktivna poveznica] don Josipa Čorića ministru branitelja Predragu Matiću - Fredu
- Otvoreno pismo  Arhivirana inačica izvorne stranice od 9. studenoga 2011. (Wayback Machine) don Josipa Čorića Ivi Josipoviću - predsjedniku Hrvatske